# Płaszczyzna ogniskowania
Płaszczyzna ogniskowania – w układzie optycznym płaszczyzna, na której jest ogniskowany obraz obserwowanego przedmiotu.
W klasycznym aparacie fotograficznym jest nią błona fotograficzna, w aparacie cyfrowym – matryca światłoczuła.